# John Blagrave
John Blagrave (c. 1561 – 1611) a fost un matematician englez, cunoscut în special pentru acțiunile sale filantropice.
A studiat la Reading și la Oxford.
Fire generoasă, neavând urmași, a lăsat prin testament fiecăruia dintre nepoți câte o sumă de 50 de lire, calculată astfel că aceștia au beneficiat de ea timp de 80 de ani.
De asemenea, în fiecare an, Blaglave susține cheltuielile școlare ale unei fete.

## Scrieri
- The Mathematical Jewel (1585)
- Baculum, Familliare Catholicon sive Generale (1590)
- Astrolabium Uranicum Generale (1596)
- The Art of Dialling (1609)

1. ↑  John Blagrave, SNAC, accesat în 9 octombrie 2017